# Ла Фика (Бриндизи)
Ла Фика (итал. La Fica) је насеље у Италији у округу Бриндизи, региону Апулија.
Према процени из 2011. у насељу је живело 32 становника. Насеље се налази на надморској висини од 348 м.